# Nadia Rinaldi
Nadia Rinaldi (Roma, 13 settembre 1967) è un'attrice italiana.

## Biografia
Ha frequentato il Laboratorio di esercitazioni sceniche di Gigi Proietti, lavorando poi con lui in alcune messinscene. Successivamente l'attrice, forte di un fisico alto e robusto, che la caratterizzò per ruoli comici, ottenne un discreto successo come protagonista del film Faccione (1991), esordio alla regia di Christian De Sica, cui seguirono caratterizzazioni in diverse commedie natalizie di Enrico Oldoini, ma anche ruoli da protagonista, come nell'ultimo episodio del film Miracolo italiano, sempre per la regia di Oldoini, nel film S.P.Q.R. - 2000 e ½ anni fa, di Carlo Vanzina, e nella commedia Una milanese a Roma, accanto a Nino Manfredi e Anna Longhi, per la regia di Diego Febbraro.
In seguito girò anche alcuni spot per la Conad e la Parmacotto e nel 1998 è antagonista nel film Il fantasma dell'Opera di Dario Argento, dove interpreta Carlotta Altieri. Ha anche molte fiction al suo attivo: ha preso parte alla prima stagione de Un medico in famiglia di Tiziana Aristarco, dove, assieme ad Andrea Buscemi, ha interpretato il ruolo di vicina di casa insidiosa. Era anche nel cast del reality show La talpa, proposto dalla Rai nel 2004. La sua carriera cinematografica va sempre di pari passo con quella teatrale. Il suo esordio risale al 1988, nello spettacolo Liola, diretto da Gigi Proietti, per poi continuare con Il desiderio preso per la coda (1990), per la regia sempre di Proietti.
Lavora durante tutto l'arco degli anni Novanta, sotto la direzione di Enrico Lamanna, Giorgio Strehler, Gianfelice Imparato e, per la terza volta, con Gigi Proietti, nel 1994, nella commedia Per amore e per delitto. Dal 12 giugno 2013 partecipa come concorrente al talent show Jump! Stasera mi tuffo, con la conduzione di Teo Mammucari. Nota tifosa romanista, vince nel 2015 il Premio «Sette Colli». Il 22 gennaio 2018 partecipa come concorrente a L'isola dei famosi, condotto da Alessia Marcuzzi su Canale 5, venendo definitivamente eliminata nell'ottava puntata.
Nel 2024 interpreta il ruolo da magistrato in The Contract, lungometraggio che vede il debutto alla sceneggiatura internazionale dell'amica Éva Henger e il ritorno sulle scene come protagonista di Kevin Spacey.

## Vita privata
Nel 2000 dà alla luce il suo primo figlio, avuto dalla relazione con il regista Mauro Mandolini. Nel 2001 decide di effettuare un bypass gastrico che le permette di perdere 90 kg raggiungendo negli anni un peso forma di 65 kg. 
L'11 ottobre 2003 sposa Ernesto Ascione nella chiesa di San Marco a Roma. Nel 2008 dà alla luce una bambina, avuta dal pittore Francesco Toraldo. Nel 2010 sposa Toraldo, al quale rimane legata fino al 2012.
Si professa cattolica.

## Procedimenti giudiziari
Nel 1998 viene arrestata per possesso ai fini di spaccio di una ingente quantità di cocaina, 1 kg, e successivamente condannata a 1 anno e 8 mesi di carcere.

## Filmografia

### Cinema
- Faccione, regia di Christian De Sica (1991)
- Crack, regia di Giulio Base (1991)
- Vacanze di Natale '91, regia di Enrico Oldoini (1991)
- Anni 90, regia di Enrico Oldoini (1992)
- Quando eravamo repressi, regia di Pino Quartullo (1992)
- Centro storico - Donne sottotetto, regia di Roberto Giannarelli (1992)
- Amami, regia di Bruno Colella (1992)
- Anni 90 - Parte II, regia di Enrico Oldoini (1993)
- S.P.Q.R. - 2000 e ½ anni fa, regia di Carlo Vanzina (1994)
- Miracolo italiano, regia di Enrico Oldoini (1994)
- Il fantasma dell'Opera, regia di Dario Argento (1998)
- Il conte di Melissa, regia di Maurizio Anania (2000)
- Senza paura, regia di Stefano Calvagna (2000)
- Una milanese a Roma, regia di Diego Febbraro (2001)
- The Clan, regia di Christian De Sica (2005)
- Razzabastarda, regia di Alessandro Gassmann (2012)
- Non escludo il ritorno, regia di Stefano Calvagna (2014)
- Uno anzi due, regia di Francesco Pavolini (2015)
- Felicissime condoglianze, regia di Claudio Insegno (2017)
- Il mio uomo perfetto, regia di Nilo Sciarrone (2018)
- Sono solo fantasmi, regia di Christian De Sica e Brando De Sica (2019)
- Dolcemente complicate, regia di Angelo Frezza e Rosario Petix (2021)
- 30 anni (di meno), regia di Mauro Graiani (2024)
- The Contract, regia di Massimo Paolucci (2024)

### Televisione
- Pronto soccorso 2 – serie TV (1992)
- Un commissario a Roma – serie TV (1993)
- Uno di noi – serie TV (1996)
- Dio vede e provvede – serie TV (1996)
- S.P.Q.R. – serie TV (1998)
- Come quando fuori piove, regia di Bruno Gaburro (1998)
- Un medico in famiglia – serie TV (1998)
- La banda, regia di Claudio Fragasso (2001)
- Villa Ada, regia di Pier Francesco Pingitore (1999)
- La casa delle beffe, regia di Pier Francesco Pingitore (2000)
- Gian Burrasca, regia di Maurizio Pagnussat (2002)
- Rocco Schiavone – serie TV, episodio 1x06 (2016)
- Tre sorelle, regia di Enrico Vanzina – film Prime Video (2022)
- Suburræterna – serie TV, episodi 1x03-1x05 (2023)

### Cortometraggi
- Il gioiello, regia di Stefano Calvagna (2006)

## Teatro
- Liolà di Luigi Pirandello, regia di Gigi Proietti (1988)
- Il desiderio preso per la coda, regia di Gigi Proietti (1990)
- Omicidio a mezzanotte, regia di Enrico Lamanna (1992)
- Chi fa per tre, regia di Pietro Garinei (1992)
- I giganti della montagna, regia di Giorgio Strehler (1994)
- Per amore e per delitto, regia di Gigi Proietti (1994)
- Re Artù, regia di Alessandro Capone (1995)
- Una tragedia tutta da ridere, regia di Gianfelice Imparato (1996)
- Chi ha toccato le ciambelline?, regia di Maurizio Battista (2003)
- Di profilo sembra pazzo, regia di Claudio Insegno (2005)
- Nerone Superstar, regia di Roberto D'Alessandro (2010)
- Il brigante, regia di Walter Croce (2011)
- Romane de Roma, regia di Walter Croce (2012)
- Il malato immaginario, regia di Pietro Romano (2014)
- Giovanna D'Arco - Il musical, regia di Emanuele Pacca (2015)
- Per un pugno di sgay, regia di Pier Francesco Pingitore (2016)
- Buon compleanno, regia di Pier Francesco Pingitore (2016)
- M.A.F.I.A. - Il musical, regia di Emanuele Pacca (2017)
- La stella di casa, regia di Danilo De Santis (2019)
- L'uomo perfetto, regia di Diego Ruiz (2020)
- Senza santi in paradiso, regia di Claudio Insegno (2023)

## Programmi televisivi
- Club 92 (Rai 2, 1990-1991)
- Aglio, olio e peperoncino (Cinquestelle, 1994)
- La talpa (Rai 2, 2004) – Concorrente
- Jump! Stasera mi tuffo (Canale 5, 2013) – Concorrente
- Domenica Live (Canale 5, 2016-2018) – Opinionista fisso
- L'isola dei famosi 13 (Canale 5, 2018) - Concorrente

## Riconoscimenti
- Nastro d'argento
  - 1993 – Candidatura alla migliore attrice non protagonista per Centro storico - Donne sottotetto

- Globo d'oro
  - 1992 – Candidatura alla miglior attrice per Faccione

- Ciak Film Festival
  - Ciak Film Festival 2023 - Miglior attrice non protagonista per Dietro la porta